# Folsomides mediterraneus
Folsomides mediterraneus är en urinsektsart som beskrevs av Arbea och Rafael Jordana 2002. Folsomides mediterraneus ingår i släktet Folsomides och familjen Isotomidae. Inga underarter finns listade i Catalogue of Life.